# Zum gegeißelten Heiland (Steinberg)

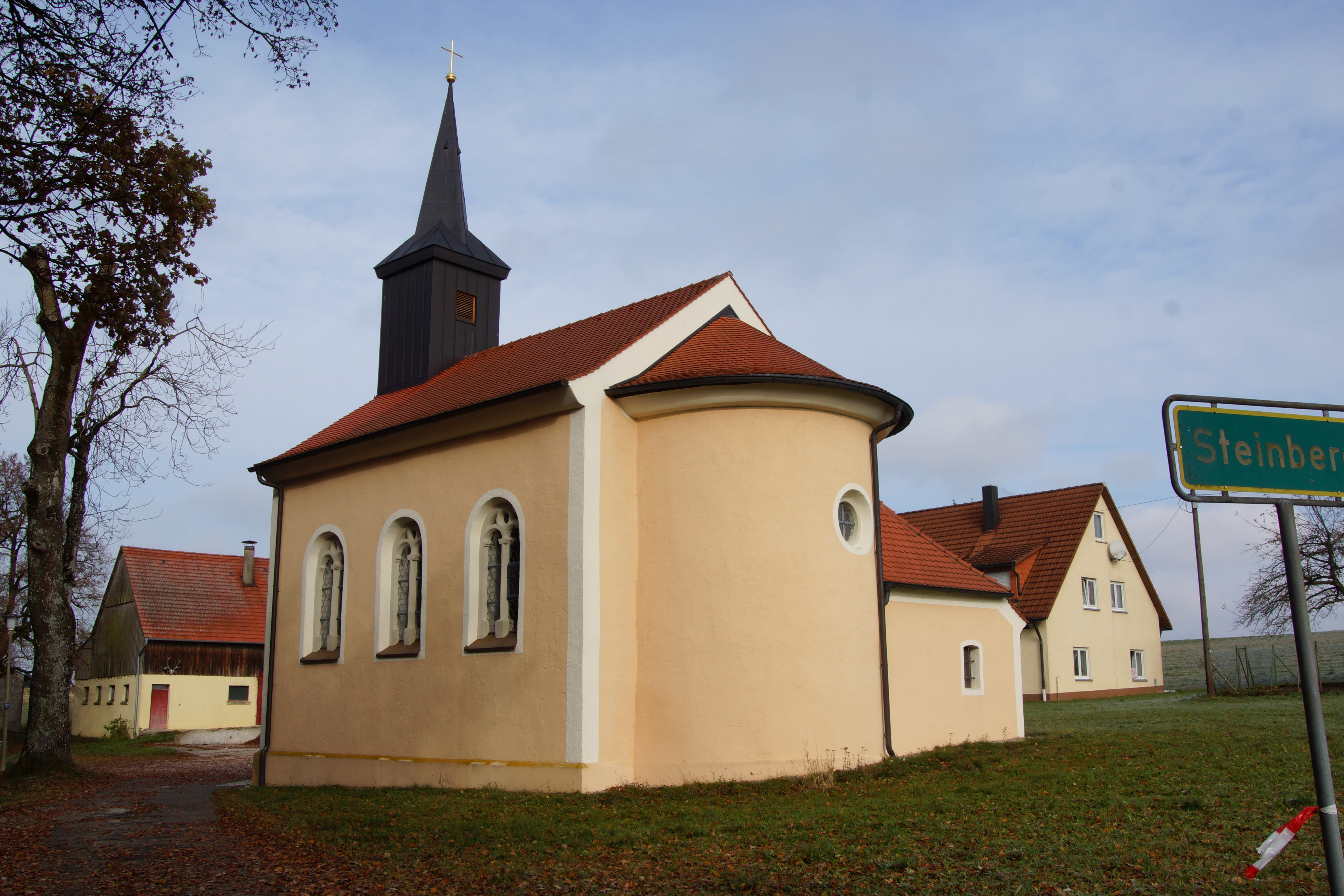
Zum gegeißelten Heiland (Steinberg)

Die römisch-katholische, denkmalgeschützte Wallfahrtskirche Zum gegeißelten Heiland steht in Steinberg, einem Gemeindeteil der Großen Kreisstadt Neumarkt in der Oberpfalz im gleichnamigen Landkreis. Die Kirche gehört zum Bistum Eichstätt. Das Bauwerk ist unter der Denkmalnummer D-3-73-147-92 als Baudenkmal in die Bayerische Denkmalliste eingetragen.

## Beschreibung
Die neugotische Saalkirche wurde 1837 errichtet. Sie besteht aus einem Langhaus aus drei Jochen mit zweiteiligem Maßwerk ausgefüllten Bogenfenstern an den Längswänden, und einer eingezogenen, halbrunden Apsis im Osten. Aus dem Satteldach des Langhauses erhebt sich im Westen ein quadratischer Dachreiter, der den Glockenstuhl beherbergt und mit einem Knickhelm bedeckt ist. 
Die Kirchenausstattung ist neugotisch. Die Bilder sind Votivgaben aus der daneben abgebrochenen, hölzernen Kapelle. An den Wänden des Innenraums des Langhauses stehen Statuen einer Maria als Unbefleckte Empfängnis und des Jakobus den Älteren.